# 김민석 (1992년생 정치인)
김민석(金民錫, 1992년 12월 10일 ~ )은 대한민국의 정치인이다. 제9대 서울특별시 강서구의원(공항동,방화1 ·2동)이다.

## 생애
김민석은 1992년 12월 10일, 경기도 부천에서 태어났다. 본적지는 충청남도 예산군이며, 본관은 경주 김씨이다.
2017년에 국회의원 김성태 의원실(서울 강서을)에서 인턴으로 시작하여, 2018년부터 정식 별정직 공무원으로 임용되었다.
20대 국회가 끝나고, 21대 박대수 의원실에서 한 달 동안 근무하였으며, 사직서를 제출하고 국회 별정직 공무원 생활을 끝냈다.
이후 벤처기업을 창업하여 대표로 근무하면서, 2022년 제20대 윤석렬 대통령 후보 캠프에서 직능총괄본부 벤처 스타트업 정책 특보(특별보좌관)로 임명되었다.
2022년 제8회 동시지방선거에서 서울특별시 공항동, 방화 1동, 방화 2동으로 강서구 의원 후보로 출마하여, 1위(14,124표)로 당선되었다.